# Dinastia Lý
La dinastia Lý va ser una dinastia imperial que va governar el Vietnam des que Lý Thái Tổ va ser escollit per substituir la dinastia regnant dels Lê l'any 1009, i fins al 1225 quan la reina Lý Chiêu Hoàng, de només vuit anys, va ser obligada a abdicar del tron a favor del seu marit Trần Cảnh.
Durant el llarg període en què la dinastia Lý va estar al poder, el nom oficial del regne va ser Đại Việt, i la capital es va traslladar a la ciutadella de Đại La (actual Hanoi).
La nissaga també es coneix amb el nom de dinastia Lý posterior per diferenciar-la de la dinastia Lý anterior que va havia governat el país entre el 544 i el 602.

## Ascens al poder

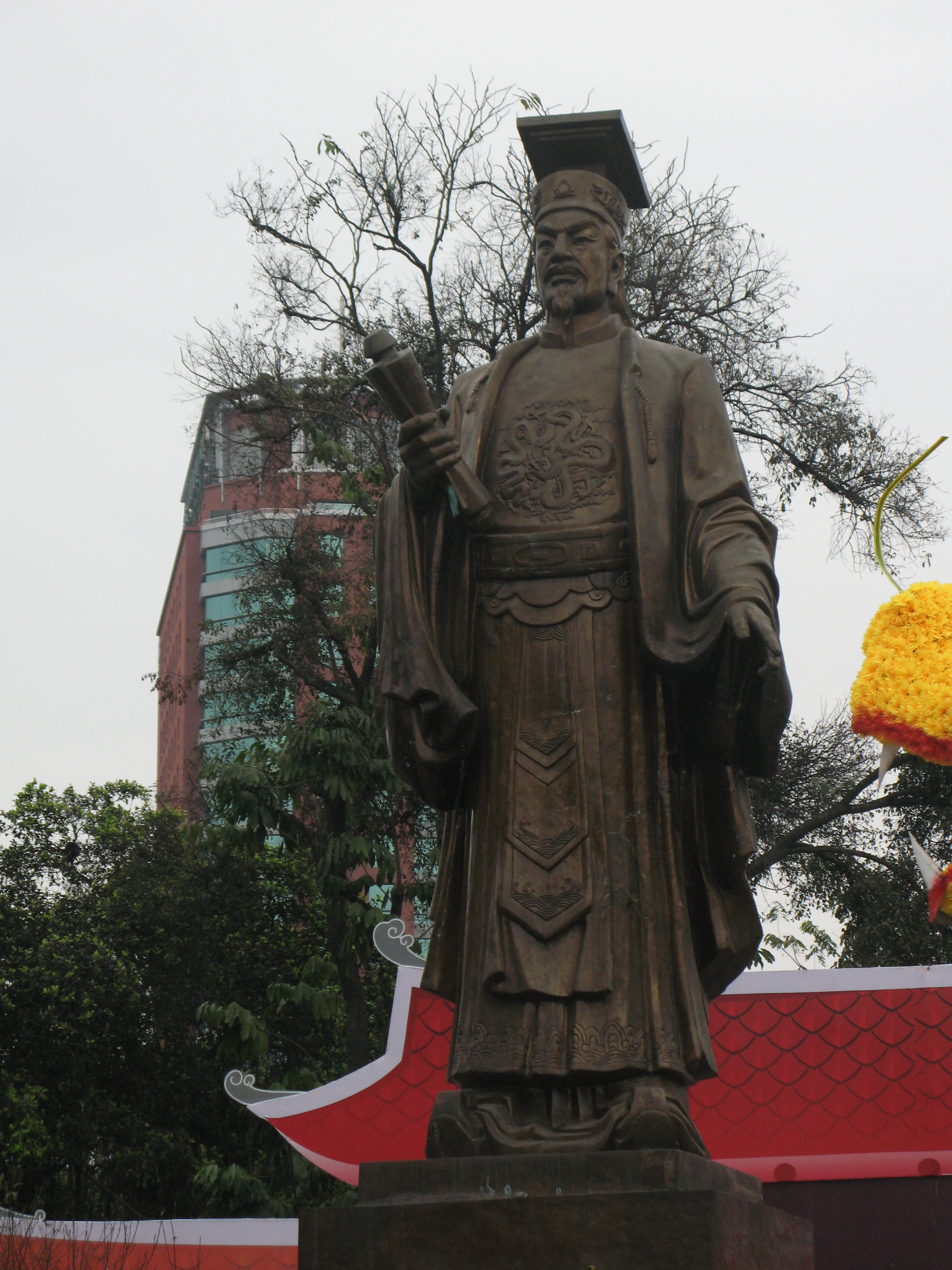
Estàtua de Lý Thái Tổ, fundador de la dinastia, a Hanoi.

Lý Công Uẩn, nascut a la província de Bac Ninh el 974, havia quedat orfe de molt jove i la seva mare l'havia confiat a una pagoda budista perquè l'eduquessin. Quan el mestre de la pagoda, Lý Vạn Hạnh, va anar a la capital per fer de conseller a la cort dels Lê, es va endur Lý Công Uẩn. El jove va prosperar des d'un càrrec menor d'oficial fins a comandar la guàrdia imperial.
Quan el darrer emperador de la dinastia Lê, el cruel i odiat Lê Ngọa Triều, va morir l'any 1009 deixant només un nadó com a hereu, tota la cort del Vietnam va estar d'acord en escollir un nou emperador. Lý Vạn Hạnh va fer servir la seva influència per assegurar-se que el seu deixeble era l'escollit.
Al pujar el tron Lý Công Uẩn va prendre el nom de Lý Thái Tổ. Va regnar durant dinou anys, i va iniciar una de les dinasties més longeves al tron del Vietnam.

## Política interior
Els Lý van ser la primera nissaga vietnamita que va aconseguir mantenir-se al poder durant més d'unes dècades, permentent de consolidar l'estat, i assegurar i ampliar-ne les fronteres. Van crear una administració que basada en l'imperi de la llei deixant enrere els principis autocràtics.
L'any 1010 van abandonar Hoa Lư, una ciutadella estratègicament situada enmig de les muntanyes fàcilment defensables, però amb poc potencial urbà. Van escollir com a nova capital Đại La (Actual Hanoi), fet que indica que el seu poder es basava en una economia sòlida en lloc d'una fortalesa militar com en el cas de dinasties anteriors.
Van impulsar millores en l'agricultura construint i reparant preses i canals, i llicenciant els seus soldats sis mesos l'any perquè poguessin tornar a treballar als seus pobles. A mesura que les fronteres i la població de Đại Việt creixien, els Lý van desenvolupar un model d'estrat centralitzat a imatge de la Xina, fundant acadèmies imperials i escoles d'oficials públics.
Els emperadors Lý van establir una tradició budista propera a la dels altres regnes budistes de l'Àsia Oriental. El budisme va esdevenir la religió oficial, amb els emperadors i la noblesa promocionant la construcció de pagodes, pelegrinatges i prenent part en el culte. Els monjos budistes van esdevenir una classe privilegiada, exempts dels impostos i del servei militar.
Paral·lelament, la influència del confucianisme procedent de la Xina era notable. L'any 1070 es va obrir a Hanoi el Temple de Literatura dedicat a Confuci, la primera universitat del Vietnam.

## Política exterior

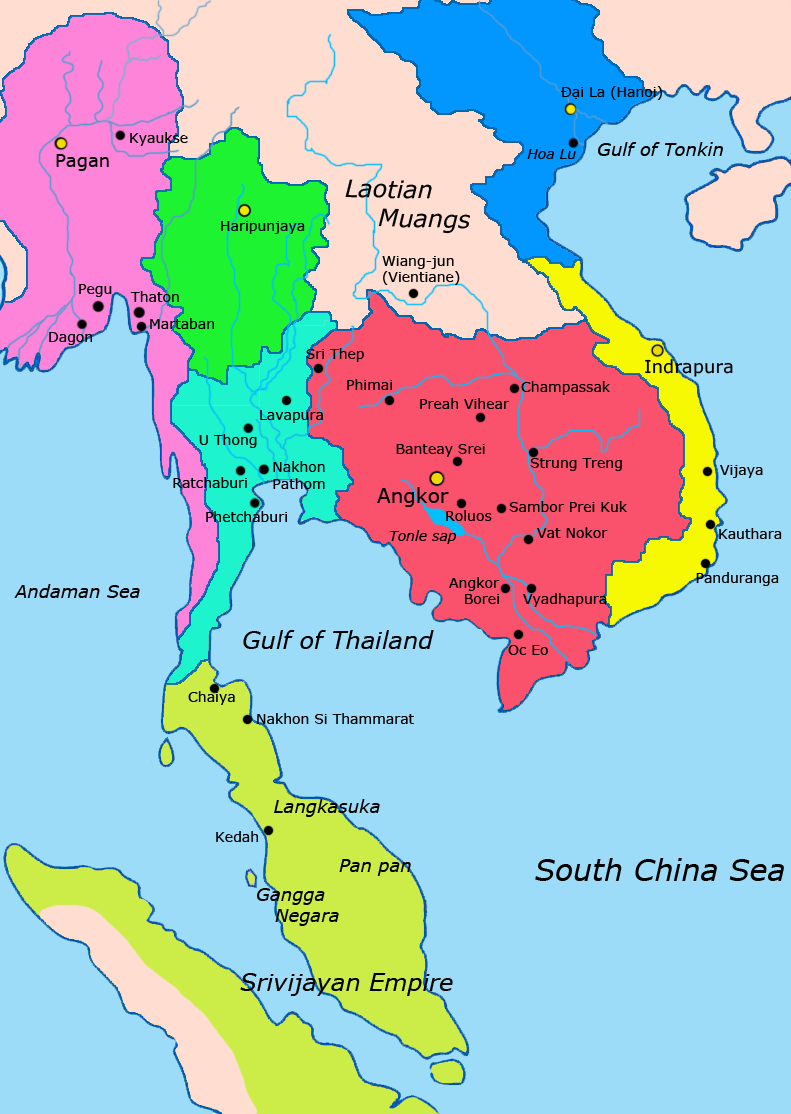
Mapa polític del sud-est asiàtic al. El Đại Việt apareix en blau, Txampa en groc i Txenla/l'Imperi Khmer en vermell.

El primer segle del regnat dels emperadors Lý va estar marcat per les guerres amb la Xina i els dos regnes indianitzats del sud: Txampa i Txenla.
En una impactant incursió de la Dinastia Lý al nord de Txampa va morir el rei Jaya Sinhavarman II i un comandant militar nascut d'una família noble de tradicions guerreres que havien estat vassalls de governants precedents, va ascendir a la corona com a Jaya Paramesvaravarman I l'any 1044. A finals de 1068 Rudravarman III va provocar la guerra amb Lý Thánh Tông provocant una incursió vietnamita a Txampa l'any següent en la que Rudravarman va ser derrotat i capturat, oferint les tres províncies del nord de Txampa a Đại Việt. Rudravarman va agitar una guerra civil caòtica entre Phan Rang i Nha Trang el 1069 que va deixar Txampa completament devastada. El príncep Thäng va ser coronat rei de Txampa Harivarman IV el 1074 i va fer les paus amb Đại Việt però va provocar la guerra amb l'imperi khmer d'Angkor.
Tot i que oficialment es tractava d'un estat vassall que li pagava tributs, l'any 1075 l'emperador xinès Song va iniciar els preparatius per conquerir Vietnam. L'emperador Lý d'aleshores va enviar els generals Lý Thường Kiệt i Tôn Đản al capdavant d'un exèrcit de cent mil homes per fer un atac preventiu a la Xina. Durant una batalla de quaranta dies a prop de l'actual Nanning, les tropes de Đại Việt van resultar victorioses. L'any següent els xinesos van tornar a enviar un exèrcit que també va ser derrotat per Lý Thường Kiệt. En aquest període Kiệt hauria compost el poema Nam quốc sơn hà (Rius i muntanyes de la nació del sud), que declarava la sobirania del Vietnam sobre les seves terres i que és considerada com la primera declaració d'independència del país.
Sota la direcció dels Lý els vietnamites també van començar la seva expansió militar cap al sud (Nam tiến) en detriment dels regnes dels txams i dels khmers. L'any 982 l'emperador Lê Đại Hành de la dinastia anterior ja havia saquejat la capital Txam d'Indrapura, fent que establissin una nova capital a Vijaya. Els emperadors Lý van conquerir Vijaya, i el 1079 van annexionar-se les tres províncies septendrionals del regne. Els nous territoris van ser ocupats progressivament per camperols vietnamites que anaven convertint totes les terres verges de la costa en camps d'arròs.

## Caiguda del poder
Als darrers anys del regnat del setè emperador de la dinastia, Lý Cao Tông (1175–1210), el país va entrar en una turbulenta guerra civil entre diversos senyors locals. Sota el comandament Trần Thủ Độ, cap del clan dels Trần (una important família de pescadors), les forces imperials es van acabar imposant. A canvi, el príncep hereu Huệ Tông es va casar amb la germana de Trần Thủ Độ i molts membres de la família van rebre posicions rellevants a la cort.
Quan el príncep hereu va esdevenir l'emperador, els Trầns controlaven el govern. L'emperador era bevedor i feble d'esperit, i va acabar patint una malaltia mental. Sense fills mascles, el 1224 va ser obligat a retirar-se a un monestir budista i abdicar en favor de la seva filla petita Lý Chiêu Hoàng. La jove emperadriu només tenia vuit anys, i estava casada amb un nebot de Trần Thủ Độ. Al cap d'un any també va ser obligada a abdicar cedint el títol al seu marit Trần Thái Tông, iniciant-se la nova inastia imperial dels Trần.
El 1227 Huệ Tông va ser obligat a suïcidar-se per Trần Thủ Độ, que es volia assegurar que no hi havia candidats al tron aternatius.

## Emperadors Lý
- 1009-1028: Lý Thái Tổ
- 1028-1054: Lý Thái Tông, fill de l'anterior.
- 1054-1072: Lý Thánh Tông, fill de l'anterior.
- 1072-1127: Lý Nhan Tông, fill de l'anterior.
- 1127-1138: Lý Thần Tông, nebot i fill adoptiu de l'anterior.
- 1138-1175: Lý Anh Tông, fill de l'anterior.
- 1175-1208: Lý Cao Tông, fill de l'anterior, deposat.
- 1208-1209: Tham, usurpador.
- 1209-1210: Lý Cao Tổng, restablert.
- 1210-1224: Lý Huệ Tông, fill de l'anterior, forçat a abdicar.
- 1224-1225: Lý Chiêu Hoàng, filla de l'anterior, forçada a abdicar.